# Кінгсман: Золоте кільце
«Кінгсман: Золоте кільце» (англ. «Kingsman: The Golden Circle») – англо-американський шпигунський бойовик від режисера Метью Вона, є сіквелом фільму «Kingsman: Таємна служба» 2014 року. У головних ролях – Терон Еґертон, Геллі Беррі, Джуліанна Мур і Марк Стронг. Світова прем'єра стрічки відбулася 20 вересня 2017, а в Україні – 21 вересня 2017.

## Сюжет
Еґґзі і Мерлін відвідують своїх колег з США – членів організації «Statesman», після того, як штаб-квартира «Kingsman» була зруйнована головною злодійкою, яка прагне легалізувати наркотики – Поппі.

## В ролях
| Актор           | Роль                                       |
| --------------- | ------------------------------------------ |
| Терон Еґертон   | Ґері «Еґґзі» Анвін / новий агент «Ґалагед» |
| Колін Ферт      | Гаррі Харт / агент «Ґалагед»               |
| Марк Стронг     | агент «Мерлін»                             |
| Джуліанн Мур    | Поппі Адамс                                |
| Геллі Беррі     | Джинджер / агент «Statesman»               |
| Педро Паскаль   | Джек Деніелс / агент «Віскі»               |
| Ченнінг Тейтум  | агент «Текіла»                             |
| Джефф Бріджес   | агент «Шампань»                            |
| Софі Куксон     | Роксана "Роксі" Мортон / агент «Ланселот»  |
| Едвард Холкрофт | Чарльз "Чарлі" Хескет                      |
| Емілі Вотсон    | голова адміністрації Білого дому Фокс      |
| Брюс Грінвуд    | президент США                              |
| Елтон Джон      | камео                                      |

## Український дубляж
| Роль            | Актор                     |
| Головні ролі    | Головні ролі              |
| --------------- | ------------------------- |
| Еґґзі           | Андрій Федінчик           |
| Гаррі Гарт      | Олег Лепенець             |
| «Мерлін»        | Михайло Жонін             |
| Поппі           | Лідія Муращенко           |
| «Віскі»         | Андрій Мостренко          |
| Чарлі           | Дмитро Сова               |
| Принцеса Тільда | Наталя Романько-Кисельова |
| «Імбирний Ель»  | Катерина Сергєєва         |
| «Текіла»        | Дмитро Гаврилов           |
| Клара           | Катерина Качан            |
| Епізодичні ролі |                           |
| «Шампанське»    | Олександр Ігнатуша        |
| Елтон Джон      | Богдан Бенюк              |
| Роксі           | Оксана Гринько            |
| Джамал          | Роман Молодій             |
| Ліам            | Андрій Соболєв            |

- Автор перекладу — Сергій Ковальчук
- Режисер дубляжу — Катерина Брайковська
- Звукорежисер — Андрій Жолуденко
- Менеджер проекту — Ірина Туловська
- Також ролі дублювали: Володимир Нечипоренко, Юрій Сосков, Євген Пашин, Світлана Шекера, Юрій Висоцький, Наталя Поліщук, Валерій Легін, Олексій Череватенко, Володимир Терещук, Дмитро Тварковський, Кирило Микитенко, Дмитро Ануфрієв, Алла Клименко.[7]

## Виробництво
Перед виходом фільму «Kingsman: Таємна служба», Марк Міллар і Метью Вон заявили, що продовження буде можливо, якщо перший фільм добре покаже себе в прокаті. Вон висловив інтерес повернутися в ролі режисера картини. Він також зазначив, що він сподівається на повернення Коліна Ферта, хоча пізніше стало відомо, що Ферт не візьме участь в зйомках. Стронг був також зацікавлений у поверненні до ролі Мерліна.
29 квітня 2015 року Fox оголосила, що сиквел знаходиться в розробці, однак було неясно, чи повернеться Вон як режисер, у зв'язку з його бажанням направити фільм про Флеша Гордона. 11 червня 2015 року Вон в інтерв'ю з Yahoo він розповів, що він почав писати сценарій для сиквела, і що він може очолити проект. У вересні 2015 року Міллар підтвердив, що продовження відбудеться, і що Вон шукав способи повернути персонажа Ферта без шкоди для цілісності історії. Пізніше, в тому ж місяці, The Hollywood Reporter підтвердили участь Еґертона у фільмі «Робін Гуд: Початок», зйомки якого почнуться в лютому 2016 року. Графік Еґертона був у конфлікті з роботою над сиквелом «Kingsman». Тим не менш, в середині жовтня було підтверджено, що студії врегулювали питання планування. Lionsgate збирається почати роботу над «Робіном Гудом» після закінчення зйомок Еґертона в «Kingsman: Золоте коло», які почнуться в квітні 2016 року.
17 лютого 2016 року було виявлено, що Джуліанн Мур веде переговори, щоб виконати роль головного антагоніста фільму. 10 березня 2016 року було підтверджено участь Геллі Беррі, яка виконає роль глави ЦРУ і, за повідомленнями, вона веде переговори, щоб зіграти в двох фільмах. 18 березня Едвард Холкрофт розповів, що знову зіграє Чарлі Хескета. В кінці березня Вон підтвердив участь Мур і Беррі, а також сказав, що сиквел буде називатися «Kingsman: Золоте коло». Також режисер зізнався, що спочатку сумнівався в необхідності продовження: «Я не знав, хочу знімати це кіно. Я турбувався про лиходія, а саме від лиходія багато в чому залежить успіх шпигунських фільмів. Але, прокинувшись одного разу, я зрозумів, яка історія і яка лиходійка мені потрібні». Софі Куксон також повернеться до ролі Роксі Мортон. 8 квітня 2016 року було виявлено, що Педро Паскаль отримав роль Джека Деніелса. Ченнінг Тейтум підтвердив свою участь у фільмі «Kingsman: Золоте коло» через акаунт у Twitter, в той час як, згідно Variety, Елтон Джон був у переговорах зі студією, щоб виконати одну з ключових ролей. 28 травня 2016 року Джефф Бріджес оголосив, що візьме участь у зйомках фільму.

## Маркетинг
В кінці травня 2016 року були опубліковані перші концепт-арти фільму, що включають в себе зображення зруйнованої штаб-квартири «Kingsman», центральний офіс «Statesman», а також таємне лігво головної лиходійки, «Poppyland». 7 квітня 2016 року Еджертон поділився першим тизер-постером фільму, що натякнув на повернення Ферта до ролі агента Галахада; на ньому були зображені фірмові окуляри персонажа Ферта з відсутнім склом, під слоганом (запозичена цитата Марка Твена): «Чутки про мою смерть сильно перебільшені». 14 квітня 2016 року у своєму Twitter-акаунті Тейтум опублікував тизер-постер, аналогічний тому, який натякав на повернення Коліна Ферта, з окулярами-авіаторами та підписом: «Моя мама завжди казала, що ви Британці, навчили нас Південців хорошим манерам».

## Вихід
Світова прем'єра стрічки відбулася 20 вересня 2017, а в Україні – 21 вересня 2017.